# Carl Erich Eberhard Kuntze
Carl Erich Eberhard Kuntze (Rotterdam, 30 december 1896 - Wageningen, 31 juli 1976) was een Nederlandse jurist en burgemeester.

## Leven en werk
Kuntze, zoon van Carl Friedrich Harry Kuntze (1853-1898) en Elise Wilhelmine Henriette Carp, was getrouwd met Elisabeth Marianne Terbeek. Kuntze was burgemeester van verschillende gemeenten. Van 1936 tot 1938 was hij burgemeester van Cirebon in Nederlands-Indië. Daarna was hij burgemeester van Medan, de hoofdstad van de provincie Noord-Sumatra van 1938 tot 1942 eveneens in Nederlands-Indië. Hij zette zich hier vooral in voor de bouw van wegen, en woningen en de aanleg van waterleidingen. Vervolgens was hij burgemeester van Barneveld van 1947 tot 1961. Op 4 mei 1951 onthulde hij het lokaal bekende gedenkteken in Voorthuizen voor de gevallenen in de Tweede Wereldoorlog. Hij werd in Barneveld opgevolgd door Koert van Diepeningen. Hierna was hij van 1962 tot 1963 waarnemend burgemeester van Ermelo.
De Burgemeester Kuntzelaan nabij het station Barneveld-Centrum is naar hem genoemd, net als de Kuntzestraat in Nunspeet.